# Sei Bamban (Sei Bamban)
Sei Bamban is een bestuurslaag in het regentschap Serdang Bedagai van de provincie Noord-Sumatra, Indonesië. Sei Bamban telt 11.503 inwoners (volkstelling 2010).